# Monumento a Costantino Imperatore
La statua di Costantino Imperatore è un monumento in bronzo fuso nel 1937 sul modello dell'originale antico del IV secolo custodito nella chiesa di San Giovanni in Laterano a Roma. Il bronzo si trova a Milano sul sagrato della Basilica di San Lorenzo Maggiore alla quale il monumento dà le spalle. La seconda statua a Costantino presente a Milano (terza ed ultima in tutta Italia) si trova, invece, davanti alla chiesa di Santa Croce (quartiere acquabella). La statua si collega alla S.Croce di Cristo, in quanto richiama la visione avuta da Costantino della croce con la scritta "in hoc signo vinces" prima di una battaglia in cui poi l'imperatore avrebbe vinto.
Il monumento ricorda l'imperatore romano Costantino I che nell'anno 313 con l'Editto di Milano, all'epoca capitale dell'impero romano d'Occidente, concesse libertà di culto ai cristiani.